# پاتریک والش
پاتریک والش (به انگلیسی: Patrick Walsh) سناتور سابق عضو حزب دموکرات ایالات متحده آمریکا بود. وی در سال ۱۸۹۴ تا ۱۸۹۵ میلادی سناتور ایالت جورجیا در سنای ایالات متحده آمریکا بود.